# Marius Myhlendorff
Johannes Marius Myhlendorff/Mühlendorff (28. marts 1868 i Aalborg-27. november 1905 i København[kilde mangler]) var en dansk typograf og idrætspioner medlem af Københavns FF.
Marius Myhlendorff var medstifter af Københavns Fodsports-Forening (senere Københavns Idræts Forening) på Alfred Benses ungkarleværelse på Blegdamsvej 128, da tolv unge løbs- og gangsportsentusiaster 24. oktober 1892 stiftende den første atletikforening i Danmark.